# Twann-Tüscherz
Twann-Tüscherz je obec v okrese Biel/Bienne v kantonu Bern ve Švýcarsku. Žije zde přibližně 1 200 obyvatel.
Obec vznikla 1. ledna 2010 sloučením dvou obcí Tüscherz-Alfermée a Twann.

## Geografie

Letecký pohled (1954)

Obec Twann-Tüscherz se nachází v bernské jezerní oblasti (Berner Seeland) a leží přímo na Bielském jezeře, na jižním úpatí Jury. Území obce se rozkládá od břehu jezera (místní části Twann, Wingreis, Tüscherz a Alfermée) až po první pásmo Jury (místní části Gaicht a Twannberg). Součástí obce je také ostrov svatého Petra (St. Petersinsel) v Bielském jezeře. Na Heidenweg (pozemní spojnice mezi St. Petersinsel a Erlachem) tak Twann-Tüscherz hraničí s Erlachem. Na západě je území obce ohraničeno soutěskou Twannbachschlucht.
Sousedními obcemi ve směru hodinových ručiček od severu jsou Plateau de Diesse, Evilard, Biel, Erlach a Ligerz.
Twann-Tüscherz leží na jazykové hranici. Většina obyvatel obce je německy mluvící a úředním jazykem je němčina. Naproti tomu sousední obec Plateau de Diesse na severu je francouzsky mluvící. Město Biel/Bienne a obec Evilard jsou dvojjazyčná (němčina/francouzština).

## Historie
Obec Twann-Tüscherz vznikla 1. ledna 2010 sloučením původně samostatných obcí Tüscherz-Alfermée a Twann.

## Obyvatelstvo
Ve sloučené obci žilo k 31. prosinci 2021 1202 obyvatel.

## Doprava

### Železniční doprava
Obec Twann-Tüscherz je napojena na železniční síť a leží na trati z Bielu do Neuchâtelu, kterou provozují Švýcarské spolkové dráhy (SBB). Obec má dvě železniční stanice (Tüscherz a Twann). Regionální vlaky na trati Biel–Neuchâtel zastavují ve stanicích nacházejících se v obci každou hodinu (ve špičce každou půlhodinu). 
Twann-Tüscherz má dvě přístaviště (v Tüscherz a v Twann), která obsluhují pravidelné lodě společnosti Bielersee-Schifffahrts-Gesellschaft (BSG) a Société de navigation sur les lacs de Neuchâtel et Morat (Plavební společnost na jezerech Neuchâtel a Murten, LNM). Twann-Tüscherz je díky tomu lodní dopravou spojen s městem Biel, obcemi na levém břehu jezera Biel, ostrovem svatého Petra a také s městy Neuchâtel a Murten.

### Silniční doprava
Twann-Tüscherz leží na státní silnici č. 5 (Solothurn – Yverdon-les-Bains), která je v obci částečně vybudována jako dálnice. V obci Twann odbočuje kantonální silnice směrem na Tessenberg, která vede soutěskou Twannbach do Lamboingu.